# Reggiane Re 2000/2002 Falco
Reggiane Re 2000 Falco je bilo italijansko lovsko letalo druge svetovne vojne.

## Začetek proizvodnje
Letalo je bilo kopija ameriškega lovskega letala Seversky P-35. V primerjavi s tujimi letali iste generacije je bil ta lovec v veliko pogledih boljši. Kljub temu pa je na natečaju lovec izgubil proti letalu Macchi C.200 in ni bil sprejet v Regio Aeronautico. Tovarna ga je bila tako prisiljena ponuditi drugim evropskim državam. Kupile so jih Madžarska, Tretji rajh in Švedska.

## Uspehi letala
Letalo je bilo izredno okretno in je kasneje dobilo svoje mesto v vojni mornarici. Dvanajst teh lovcev je bilo stacioniranih na Siciliji. Kasneje so letalo v različici Re 2001 opremili z novim motorjem in je sodelovalo v bojih za Malto maja 1942. Zaradi težav z oskrbo z motorji so to različico izdelali le v 250 proimerkih. Kasnejši model, Re 2002, je bil spet opremljen z novim motorjem in izdelan le v 50 primerkih in je posegel v boje pri zavezniškem izkrcanju na Sicilijo. Zadnji model, Re 2005, je bil spet opremljen z novim, tokrat močnejšim motorjem in bolje oborožen, namenjen pa je bil obrambi glavnega mesta. Nekaj teh letal so ob italijanski kapitulaciji prevzeli Nemci in jih uporabili za obrambo Bukarešte in celo Berlina. 

## Različice
- Re 2000 Falco
- Re 2001
- Re 2002 Ariete
- Re 2005 Sagittario